# Vierschanzentournee 2019/20
Die 68. Vierschanzentournee 2019/20 war eine Reihe von Skisprungwettkämpfen, welche als Teil des Skisprung-Weltcups 2019/20 zwischen dem 28. Dezember 2019 und dem 6. Januar 2020 stattfand. Die Tournee wurde von der FIS organisiert. Die Wettkämpfe fanden wie in jedem Winter auf den vier Skisprungschanzen von Oberstdorf, Garmisch-Partenkirchen, Innsbruck und Bischofshofen statt. Wie bei allen Weltcupspringen gab es auch für die Tourneeetappen Weltcuppunkte.
Der Pole Dawid Kubacki gewann erstmals die Tournee. Titelverteidiger der Vierschanzentournee 2018/19 war der Japaner Ryōyū Kobayashi.

## Vorfeld

### Gesamtweltcupstand vor der Vierschanzentournee
| Rang | Name               | Punkte |
| ---- | ------------------ | ------ |
| 01.  | Ryōyū Kobayashi    | 440    |
| 02.  | Stefan Kraft       | 369    |
| 03.  | Karl Geiger        | 347    |
| 04.  | Kamil Stoch        | 275    |
| 05.  | Daniel-André Tande | 273    |
| 06.  | Philipp Aschenwald | 272    |
| 07.  | Peter Prevc        | 217    |
| 08.  | Anže Lanišek       | 206    |
| 09.  | Marius Lindvik     | 183    |
| 10.  | Yukiya Satō        | 178    |

### Teilnehmende Nationen und nominierte Athleten
Die Anzahl der Athleten, die die Nationen an den Start schicken dürfen, ist abhängig von den zuvor erzielten Saisonergebnissen. Zusätzlich schicken die austragenden Nationen Deutschland (in Oberstdorf und Garmisch-Partenkirchen) und Österreich (in Innsbruck und Bischofshofen) eine nationale Gruppe von jeweils sechs Athleten an den Start.
Folgende Skispringer wurden nominiert:
| Nation             | Plätze | Anzahl | Athleten |
| ------------------ | ------ | ------ | --- |
| Deutschland        | 6 + 6  | 13     | Moritz Baer, Markus Eisenbichler, Karl Geiger, Stephan Leyhe, Pius Paschke, Richard Freitag (nur Oberstdorf), Constantin Schmid Nationale Gruppe: Martin Hamann, Felix Hoffmann, Kilian Märkl, Philipp Raimund, Luca Roth, Adrian Sell (nur Garmisch-Partenkirchen) |
| Österreich         | 7 + 6  | 13     | Philipp Aschenwald, Michael Hayböck, Jan Hörl, Daniel Huber, Stefan Kraft, Clemens Leitner, Gregor Schlierenzauer Nationale Gruppe: Clemens Aigner, Manuel Fettner, Thomas Hofer, Stefan Huber, Stefan Rainer, Markus Schiffner                                     |
| Bulgarien          | 2      | 1      | Wladimir Sografski |
| Estland            | 2      | 1      | Artti Aigro |
| Finnland           | 3      | 4      | Antti Aalto, Andreas Alamommo (ab Innsbruck), Niko Kytösaho, Eetu Nousiainen (bis Garmisch-Partenkirchen) |
| Frankreich         | 2      | 2      | Jonathan Learoyd (bis Innsbruck), Mathis Contamine |
| Italien            | 2      | 2      | Federico Cecon (ab Garmisch-Partenkirchen), Alex Insam (ab Garmisch-Partenkirchen) |
| Japan              | 7      | 7      | Daiki Itō, Junshirō Kobayashi, Ryōyū Kobayashi, Naoki Nakamura, Keiichi Satō, Yukiya Satō, Taku Takeuchi |
| Kanada             | 2      | 2      | MacKenzie Boyd-Clowes, Matthew Soukup (bis Garmisch-Partenkirchen) |
| Kasachstan         | 2      | 2      | Sabyrschan Muminow, Sergei Tkatschenko |
| Norwegen           | 7      | 7      | Anders Håre, Johann André Forfang, Robert Johansson, Marius Lindvik, Robin Pedersen, Sondre Ringen, Daniel-André Tande |
| Polen              | 6      | 6      | Stefan Hula, Maciej Kot, Dawid Kubacki, Kamil Stoch, Jakub Wolny, Piotr Żyła |
| Russland           | 3      | 3      | Jewgeni Klimow, Roman Trofimow, Dmitri Wassiljew |
| Schweiz            | 4      | 4      | Simon Ammann, Gregor Deschwanden, Killian Peier, Dominik Peter |
| Slowenien          | 6      | 8      | Tilen Bartol (bis Garmisch-Partenkirchen), Rok Justin (bis Innsbruck), Anže Lanišek, Cene Prevc (ab Innsbruck), Domen Prevc, Peter Prevc, Timi Zajc, Anže Semenič (nur Bischofshofen)                                                                               |
| Südkorea           | 2      |        | |
| Tschechien         | 4      | 4      | Roman Koudelka, Čestmír Kožíšek, Viktor Polášek, Filip Sakala |
| Ukraine            | 2      | 2      | Witalij Kalinitschenko, Jewhen Marussjak |
| Vereinigte Staaten | 2      | 3      | Kevin Bickner, Casey Larson (bis Garmisch-Partenkirchen), Andrew Urlaub (ab Innsbruck) |

Noriaki Kasai nahm zum ersten Mal seit 25 Jahren nicht an der Vierschanzentournee teil, da er in der laufenden Weltcuppunktsaison noch keine Punkte errungen hatte und daher nicht nominiert wurde.

## Austragungsorte

### Oberstdorf
Audi Arena Oberstdorf (Große Schattenbergschanze, HS 137)

Die Qualifikation für das Auftaktspringen der 68. Vierschanzentournee in Oberstdorf fand am 28. Dezember 2019 statt. Diese wurde von Stefan Kraft vor Junshirō Kobayashi und Stephan Leyhe gewonnen.
Der Wettkampf begann am 29. Dezember 2019 um 17:30 Uhr.
| Rang | Name                 | Punkte | Weite 1 | Weite 2 |
| ---- | -------------------- | ------ | ------- | ------- |
| 01   | Ryōyū Kobayashi      | 305,1  | 138,0 m | 134,0 m |
| 02   | Karl Geiger          | 295,9  | 135,0 m | 134,0 m |
| 03   | Dawid Kubacki        | 294,7  | 132,0 m | 133,0 m |
| 04   | Stefan Kraft         | 291,2  | 131,0 m | 132,0 m |
| 05   | Piotr Żyła           | 281,5  | 132,0 m | 129,0 m |
| 06   | Philipp Aschenwald   | 280,3  | 132,5 m | 129,5 m |
| 07   | Yukiya Satō          | 280,1  | 129,5 m | 132,0 m |
| 08   | Robert Johansson     | 279,8  | 134,0 m | 130,5 m |
| 09   | Domen Prevc          | 279,5  | 129,5 m | 134,0 m |
| 10   | Marius Lindvik       | 278,5  | 139,0 m | 124,5 m |
| 11   | Markus Eisenbichler  | 277,8  | 134,0 m | 123,5 m |
| 12   | Pius Paschke         | 277,4  | 132,5 m | 132,5 m |
| 13   | Stephan Leyhe        | 276,6  | 124,0 m | 133,0 m |
| 14   | Michael Hayböck      | 272,8  | 129,5 m | 127,5 m |
| 15   | Johann André Forfang | 272,5  | 136,0 m | 122,0 m |

| Rang | Name               | Punkte | Weite 1 | Weite 2 |
| ---- | ------------------ | ------ | ------- | ------- |
| 16   | Simon Ammann       | 270,0  | 132,0 m | 128,0 m |
| 17   | Anže Lanišek       | 269,5  | 125,0 m | 134,0 m |
| 18   | Daiki Itō          | 267,3  | 132,0 m | 127,0 m |
| 19   | Kamil Stoch        | 267,0  | 124,5 m | 130,5 m |
| 20   | Constantin Schmid  | 266,2  | 127,0 m | 126,0 m |
| 21   | Peter Prevc        | 265,3  | 127,0 m | 135,0 m |
| 22   | Jewgeni Klimow     | 265,0  | 122,5 m | 131,0 m |
| 23   | Junshirō Kobayashi | 264,1  | 128,5 m | 125,5 m |
| 24   | Timi Zajc          | 262,0  | 123,0 m | 129,0 m |
| 25   | Jan Hörl           | 253,3  | 123,0 m | 126,5 m |
| 26   | Roman Koudelka     | 247,7  | 125,5 m | 122,0 m |
| 27   | Luca Roth          | 242,4  | 124,0 m | 119,5 m |
| 28   | Maciej Kot         | 235,8  | 124,5 m | 117,5 m |
| 29   | Moritz Baer        | 229,4  | 121,5 m | 118,5 m |
| 30   | Stefan Hula        | 220,8  | 113,5 m | 124,5 m |

### Garmisch-Partenkirchen
Große Olympiaschanze (HS 140)

Die Qualifikation für das zweite Springen in Garmisch-Partenkirchen fand am 31. Dezember 2019 statt und wurde von Karl Geiger vor Philipp Aschenwald sowie den punktgleichen Ryōyū Kobayashi und Peter Prevc gewonnen.

Das Neujahrsspringen begann am 1. Januar 2020 um 14:00 Uhr. Dabei stellte Marius Lindvik mit 143,5 m den Schanzenrekord von Simon Ammann ein, der die gleiche Weite bereits am 1. Januar 2010 gesprungen war.
| Rang | Name                 | Punkte | Weite 1 | Weite 2 |
| ---- | -------------------- | ------ | ------- | ------- |
| 01   | Marius Lindvik       | 289,8  | 143,5 m | 136,0 m |
| 02   | Karl Geiger          | 285,0  | 132,0 m | 141,5 m |
| 03   | Dawid Kubacki        | 284,0  | 137,0 m | 139,5 m |
| 04   | Ryōyū Kobayashi      | 282,1  | 132,0 m | 141,0 m |
| 05   | Daiki Itō            | 273,4  | 131,0 m | 136,5 m |
| 06   | Daniel Huber         | 272,1  | 136,5 m | 134,0 m |
| 07   | Constantin Schmid    | 271,5  | 134,5 m | 134,5 m |
| 08   | Roman Koudelka       | 267,3  | 135,0 m | 133,0 m |
| 09   | Johann André Forfang | 266,2  | 132,0 m | 135,0 m |
| 10   | Markus Eisenbichler  | 266,1  | 129,0 m | 134,5 m |
| 11   | Killian Peier        | 264,1  | 133,0 m | 132,5 m |
| 12   | Peter Prevc          | 263,6  | 129,0 m | 134,0 m |
| 13   | Stefan Kraft         | 262,4  | 129,0 m | 131,0 m |
| 14   | Robert Johansson     | 262,3  | 134,0 m | 133,0 m |
| 15   | Piotr Żyła           | 262,2  | 133,5 m | 133,0 m |

| Rang | Name               | Punkte | Weite 1 | Weite 2 |
| ---- | ------------------ | ------ | ------- | ------- |
| 16   | Stephan Leyhe      | 261,6  | 131,0 m | 132,0 m |
| 17   | Domen Prevc        | 261,3  | 129,0 m | 133,0 m |
| 18   | Timi Zajc          | 260,7  | 132,0 m | 132,5 m |
| 19   | Kamil Stoch        | 257,5  | 126,5 m | 135,0 m |
| 20   | Pius Paschke       | 256,3  | 131,5 m | 132,0 m |
| 21   | Anže Lanišek       | 255,2  | 128,0 m | 134,5 m |
| 22   | Jewgeni Klimow     | 251,9  | 128,5 m | 133,0 m |
| 23   | Keiichi Satō       | 251,6  | 134,0 m | 128,0 m |
| 24   | Simon Ammann       | 251,0  | 131,0 m | 132,0 m |
| 25   | Philipp Aschenwald | 250,0  | 124,5 m | 132,0 m |
| 26   | Kevin Bickner      | 248,2  | 130,5 m | 131,5 m |
| 27   | Yukiya Satō        | 247,2  | 127,0 m | 129,5 m |
| 28   | Michael Hayböck    | 246,6  | 128,5 m | 129,0 m |
| 29   | Jan Hörl           | 241,5  | 127,0 m | 130,0 m |
| 30   | Daniel-André Tande | 216,6  | 129,5 m | 117,5 m |

Tournee-Zwischenstand
Unter Berücksichtigung der Ergebnisse von Oberstdorf und Garmisch-Partenkirchen ergibt sich folgender Zwischenstand in der Tournee-Gesamtwertung (angeführt sind die zehn besten Springer):
| Rang | Name                | Punkte |
| ---- | ------------------- | ------ |
| 01   | Ryōyū Kobayashi     | 587,2  |
| 02   | Karl Geiger         | 580,9  |
| 03   | Dawid Kubacki       | 578,7  |
| 04   | Marius Lindvik      | 568,3  |
| 05   | Stefan Kraft        | 553,6  |
| 06   | Markus Eisenbichler | 543,9  |
| 07   | Piotr Żyła          | 543,7  |
| 08   | Robert Johansson    | 542,1  |
| 09   | Domen Prevc         | 540,8  |
| 10   | Daiki Itō           | 540,7  |

### Innsbruck
Bergiselschanze (HS 130)

Die Qualifikation für das dritte Springen in Innsbruck fand am 3. Januar 2020 statt und wurde von Marius Lindvik vor Stefan Kraft und den punktegleichen Philipp Aschenwald und Karl Geiger gewonnen.

Am 4. Januar 2020 wurde ab 14:00 Uhr der Wettkampf ausgetragen.
| Rang | Name                  | Punkte | Weite 1 | Weite 2 |
| ---- | --------------------- | ------ | ------- | ------- |
| 01   | Marius Lindvik        | 253,3  | 133,0 m | 120,5 m |
| 02   | Dawid Kubacki         | 252,0  | 133,0 m | 120,5 m |
| 03   | Daniel-André Tande    | 249,3  | 126,0 m | 131,0 m |
| 04   | Stefan Kraft          | 245,0  | 123,0 m | 127,5 m |
| 05   | Stephan Leyhe         | 241,6  | 125,0 m | 125,0 m |
| 06   | Gregor Schlierenzauer | 240,0  | 127,5 m | 126,0 m |
| 07   | Johann André Forfang  | 238,4  | 131,0 m | 120,5 m |
| 08   | Karl Geiger           | 236,5  | 117,5 m | 126,0 m |
| 09   | Peter Prevc           | 236,3  | 127,0 m | 122,0 m |
| 10   | Domen Prevc           | 234,6  | 125,0 m | 122,0 m |
| 11   | Anže Lanišek          | 233,8  | 124,0 m | 120,5 m |
| 12   | Piotr Żyła            | 230,9  | 117,0 m | 125,0 m |
| 13   | Philipp Aschenwald    | 230,8  | 115,0 m | 127,5 m |
| 14   | Ryōyū Kobayashi       | 229,8  | 122,0 m | 120,0 m |
| 15   | Kamil Stoch           | 229,5  | 126,5 m | 118,5 m |

| Rang | Name                | Punkte | Weite 1 | Weite 2 |
| ---- | ------------------- | ------ | ------- | ------- |
| 16   | Roman Koudelka      | 228,9  | 124,0 m | 123,5 m |
| 17   | Robert Johansson    | 224,8  | 127,0 m | 115,5 m |
| 18   | Daiki Itō           | 221,9  | 122,5 m | 117,0 m |
| 19   | Killian Peier       | 221,3  | 123,0 m | 120,0 m |
| 20   | Timi Zajc           | 219,8  | 123,5 m | 114,5 m |
| 21   | Jan Hörl            | 219,5  | 120,0 m | 122,5 m |
| 22   | Junshirō Kobayashi  | 215,4  | 117,0 m | 122,0 m |
| 23   | Michael Hayböck     | 214,0  | 122,5 m | 119,0 m |
| 24   | Antti Aalto         | 211,9  | 119,0 m | 119,0 m |
| 25   | Daniel Huber        | 207,7  | 126,0 m | 118,5 m |
| 26   | Constantin Schmid   | 205,3  | 118,0 m | 115,0 m |
| 27   | Markus Eisenbichler | 200,7  | 114,5 m | 116,5 m |
| 28   | Naoki Nakamura      | 199,3  | 123,0 m | 109,5 m |
| 29   | Keiichi Satō        | 194,0  | 127,5 m | 103,0 m |
| 30   | Taku Takeuchi       | 193,4  | 117,5 m | 110,5 m |

Tournee-Zwischenstand
Unter Berücksichtigung der Ergebnisse der ersten drei Stationen ergibt sich folgender Zwischenstand in der Tournee-Gesamtwertung (angeführt sind die zehn besten Springer):
| Rang | Name                 | Punkte |
| ---- | -------------------- | ------ |
| 01   | Dawid Kubacki        | 830,7  |
| 02   | Marius Lindvik       | 821,6  |
| 03   | Karl Geiger          | 817,4  |
| 04   | Ryōyū Kobayashi      | 817,0  |
| 05   | Stefan Kraft         | 798,6  |
| 06   | Stephan Leyhe        | 779,8  |
| 07   | Johann André Forfang | 777,1  |
| 08   | Domen Prevc          | 775,4  |
| 09   | Piotr Żyła           | 774,6  |
| 10   | Robert Johansson     | 766,9  |

### Bischofshofen
Paul-Außerleitner-Schanze (HS 142)

Das Qualifikationsspringen fand am 5. Januar 2020 statt. Stefan Kraft gewann mit 134,5 m und 150,8 Punkten knapp vor Daiki Itō (138,0 m; 150,7 Punkte) und Kamil Stoch (136,0 m; 150,4 Punkte).

Der Wettkampf wurde am 6. Januar 2020 ab 17:15 Uhr ausgetragen. Dawid Kubacki konnte das Springen vor Karl Geiger und Marius Lindvik gewinnen und sicherte sich damit den Gesamtsieg.
| Rang | Name                 | Punkte | Weite 1 | Weite 2 |
| ---- | -------------------- | ------ | ------- | ------- |
| 01   | Dawid Kubacki        | 300,9  | 143,0 m | 140,5 m |
| 02   | Karl Geiger          | 291,0  | 140,0 m | 136,0 m |
| 03   | Marius Lindvik       | 289,4  | 139,0 m | 137,0 m |
| 04   | Stefan Kraft         | 287,4  | 138,0 m | 137,0 m |
| 05   | Peter Prevc          | 283,6  | 136,5 m | 138,0 m |
| 06   | Daniel-André Tande   | 279,3  | 137,5 m | 135,0 m |
| 07   | Ryōyū Kobayashi      | 279,0  | 135,5 m | 138,0 m |
| 08   | Daiki Itō            | 276,4  | 137,0 m | 134,0 m |
| 09   | Domen Prevc          | 275,5  | 140,0 m | 133,0 m |
| 10   | Philipp Aschenwald   | 274,6  | 136,0 m | 135,0 m |
| 11   | Johann André Forfang | 273,9  | 135,5 m | 135,0 m |
| 12   | Yukiya Satō          | 271,3  | 139,0 m | 131,5 m |
| 13   | Kamil Stoch          | 269,6  | 134,5 m | 134,0 m |
| 14   | Markus Eisenbichler  | 266,5  | 137,0 m | 130,0 m |
| 15   | Daniel Huber         | 266,3  | 135,0 m | 133,0 m |

| Rang | Name                  | Punkte | Weite 1 | Weite 2 |
| ---- | --------------------- | ------ | ------- | ------- |
| 16   | Robert Johansson      | 258,5  | 133,0 m | 132,0 m |
| 17   | Gregor Schlierenzauer | 258,1  | 129,0 m | 133,0 m |
| 18   | Stephan Leyhe         | 257,7  | 132,0 m | 131,0 m |
| 19   | Michael Hayböck       | 257,2  | 131,0 m | 132,0 m |
| 20   | Constantin Schmid     | 256,8  | 134,5 m | 127,5 m |
| 21   | Killian Peier         | 253,0  | 128,0 m | 131,0 m |
| 22   | Cene Prevc            | 252,7  | 132,0 m | 128,0 m |
| 23   | Roman Koudelka        | 248,1  | 126,0 m | 131,0 m |
| 24   | Stefan Huber          | 247,4  | 132,0 m | 126,5 m |
| 25   | Clemens Leitner       | 246,2  | 130,0 m | 128,0 m |
| 26   | Clemens Aigner        | 245,1  | 129,0 m | 128,0 m |
| 27   | Piotr Żyła            | 242,1  | 125,5 m | 129,0 m |
| 28   | Pius Paschke          | 239,2  | 126,0 m | 127,5 m |
| 29   | Junshirō Kobayashi    | 237,8  | 127,0 m | 124,5 m |
| 30   | Anders Håre           | 226,0  | 125,0 m | 124,0 m |

## Tournee-Endstand

### Übersicht
| Datum          | Ort                    | Schanze                         | Anmerkung      | Sieger          | Zweiter        | Dritter            | Gesamtführender |
| -------------- | ---------------------- | ------------------------------- | -------------- | --------------- | -------------- | ------------------ | --------------- |
| 29.12.2019     | Oberstdorf             | Schattenbergschanze HS137       | Nacht          | Ryōyū Kobayashi | Karl Geiger    | Dawid Kubacki      | Ryōyū Kobayashi |
| 01.01.2020     | Garmisch-Partenkirchen | Große Olympiaschanze HS142      |                | Marius Lindvik  | Karl Geiger    | Dawid Kubacki      | Ryōyū Kobayashi |
| 04.01.2020     | Innsbruck              | Bergiselschanze HS130           |                | Marius Lindvik  | Dawid Kubacki  | Daniel-André Tande | Dawid Kubacki   |
| 06.01.2020     | Bischofshofen          | Paul-Außerleitner-Schanze HS142 | Nacht          | Dawid Kubacki   | Karl Geiger    | Marius Lindvik     | Dawid Kubacki   |
| Gesamtwertung: | Gesamtwertung:         | Gesamtwertung:                  | Gesamtwertung: | Dawid Kubacki   | Marius Lindvik | Karl Geiger        |                 |

### Gesamtwertung der 68. Vierschanzentournee
Nach allen vier Springen wurden die Punkte der Skispringer aus allen acht Wertungsdurchgängen addiert. Der Springer mit der höchsten Punktzahl war der Gesamtsieger der Tournee.
| Rang | Name                  | Punkte |
| ---- | --------------------- | ------ |
| 01.  | Dawid Kubacki         | 1131,6 |
| 02.  | Marius Lindvik        | 1111,0 |
| 03.  | Karl Geiger           | 1108,4 |
| 04.  | Ryōyū Kobayashi       | 1096,0 |
| 05.  | Stefan Kraft          | 1086,0 |
| 06.  | Johann André Forfang  | 1051,0 |
| 07.  | Domen Prevc           | 1050,9 |
| 08.  | Peter Prevc           | 1048,8 |
| 09.  | Daiki Itō             | 1039,0 |
| 10.  | Stephan Leyhe         | 1037,5 |
| 11.  | Philipp Aschenwald    | 1035,7 |
| 12.  | Robert Johansson      | 1025,4 |
| 13.  | Kamil Stoch           | 1023,6 |
| 14.  | Piotr Żyła            | 1016,7 |
| 15.  | Markus Eisenbichler   | 1011,1 |
| 16.  | Constantin Schmid     | 0999,8 |
| 17.  | Roman Koudelka        | 0992,0 |
| 18.  | Michael Hayböck       | 0990,6 |
| 19.  | Yukiya Satō           | 0891,3 |
| 20.  | Pius Paschke          | 0880,0 |
| 21.  | Anže Lanišek          | 0878,7 |
| 22.  | Killian Peier         | 0862,0 |
| 23.  | Timi Zajc             | 0853,0 |
| 24.  | Daniel-André Tande    | 0848,6 |
| 25.  | Jan Hörl              | 0834,0 |
| 26.  | Daniel Huber          | 0746,1 |
| 27.  | Simon Ammann          | 0738,4 |
| 28.  | Gregor Schlierenzauer | 0737,3 |
| 29.  | Junshirō Kobayashi    | 0717,3 |
| 30.  | Jewgeni Klimow        | 0628,3 |
| 31.  | Maciej Kot            | 0571,9 |

| Rang | Name                  | Punkte |
| ---- | --------------------- | ------ |
| 32.  | Keiichi Satō          | 0557,5 |
| 33.  | Naoki Nakamura        | 0550,7 |
| 34.  | Taku Takeuchi         | 0532,9 |
| 35.  | Stefan Hula           | 0506,0 |
| 36.  | Clemens Leitner       | 0459,4 |
| 37.  | Kevin Bickner         | 0449,6 |
| 38.  | Anders Håre           | 0445,6 |
| 39.  | Antti Aalto           | 0444,7 |
| 40.  | MacKenzie Boyd-Clowes | 0436,9 |
| 41.  | Sondre Ringen         | 0426,0 |
| 42.  | Moritz Baer           | 0422,7 |
| 43.  | Robin Pedersen        | 0415,2 |
| 44.  | Stefan Huber          | 0357,8 |
| 45.  | Cene Prevc            | 0355,9 |
| 46.  | Luca Roth             | 0355,5 |
| 47.  | Clemens Aigner        | 0349,8 |
| 48.  | Gregor Deschwanden    | 0311,3 |
| 49.  | Viktor Polášek        | 0297,5 |
| 50.  | Philipp Raimund       | 0235,6 |
| 51.  | Sergei Tkatschenko    | 0235,5 |
| 52.  | Martin Hamann         | 0232,9 |
| 53.  | Rok Justin            | 0217,4 |
| 54.  | Markus Schiffner      | 0206,2 |
| 55.  | Dmitri Wassiljew      | 0183,6 |
| 56.  | Filip Sakala          | 0183,5 |
| 57.  | Dominik Peter         | 0181,1 |
| 58.  | Manuel Fettner        | 0108,5 |
| 59.  | Roman Trofimow        | 0106,0 |
| 60.  | Federico Cecon        | 0100,0 |
| 61.  | Wladimir Sografski    | 0092,5 |
| 62.  | Tilen Bartol          | 0092,4 |

### Gesamtweltcupstand nach der Vierschanzentournee
| Rang | Name                 | Punkte |
| ---- | -------------------- | ------ |
| 01   | Ryōyū Kobayashi      | 644    |
| 02   | Karl Geiger          | 619    |
| 03   | Stefan Kraft         | 539    |
| 04   | Marius Lindvik       | 469    |
| 05   | Dawid Kubacki        | 444    |
| 06   | Daniel-André Tande   | 374    |
| 07   | Philipp Aschenwald   | 364    |
| 08   | Kamil Stoch          | 335    |
| 09   | Peter Prevc          | 323    |
| 10   | Johann André Forfang | 256    |

## Schneebedingungen
Wie schon zunehmend in den vergangenen Jahren ist auch die Vierschanzentournee 2019/2020 auf den Einsatz von Kunstschnee angewiesen; durch einen Warmwettereinbruch kamen diesmal allein für den Bergisel 3000 Kubikmeter Kunstschnee zum Einsatz. Der Trainer des norwegischen Teams, Alexander Stöckl, kommentierte die Situation im Vorfeld der Tournee wie folgt: „Damit müssen wir leben, denn es wird nicht mehr besser, nur noch schlechter. In 20 Jahren haben wir ziemlich sicher gar keinen Schnee mehr. Man glaubt immer noch: Nächstes Jahr wird sicher wieder ein besserer Winter, aber nein, wird es nicht.“